# Samuel Kamaka
Pour les articles homonymes, voir Kamaka.
Samuel Kaialiilii Kamaka, né le 29 décembre 1890 à Waihee sur l'île de Maui de l'archipel d'Hawaii aux É.-U., mort le 15 décembre 1953, est un luthier américain.
Samuel Kamaka fut le créateur de la plus ancienne fabrique de ukulélé hawaiienne encore en activité, Kamaka ukulele, et l'inventeur du ukulélé pineapple.

## Biographie
Jeune il apprend son métier sous l'égide de ses amis Jonah Kumalae, Sam Chang, et Ah Tau Kim, qui fabriquaient leurs propres instruments - le nom du premier restera célèbre pour la qualité de ses ukulélés encore très recherchés aujourd'hui ; mais il passa aussi du temps à observer le travail de Manuel Nuñes, un des premiers immigrants portugais qui permirent l'apparition du ukulélé à Hawaii.
Musicien doué il essaya de démarrer une carrière sur le continent, passant par New York, mais vite obligé de s'occuper de travaux agricoles dans le New Jersey il retourna à Hawaii en 1916, et fonda la société qui l'a rendu célèbre.
Il prit sa retraite en 1952 à cause du cancer qui le rongeait, mais continua à fabriquer des instruments chez lui jusqu'à sa mort l'année suivante.